# Alirhabditidae
Alirhabditidae es una familia poco estudiada de nemátodos rabdítidos, que incluye un único género, Alirhabditis. Lo poco que se sabe de ellos es que no han sido hallados en aguas dulces, así como tampoco se encuentran en Norteamérica. Pero sí se han encontrado especímenes en Costa Rica.
El único género de esta familia, Alirhabditis (Suryawanshi, 1971), cuenta con dos especies: A. clavata (Nesterov, 1979) y A. indica (Suryawanshi, 1971).